# Elfriede Vey

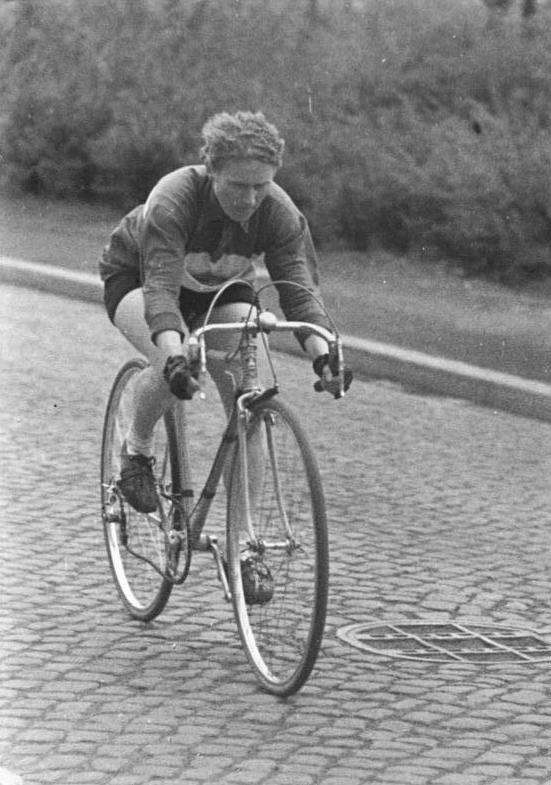
Elfriede Vey bei einem Frauenrennen in Erfurt (1956)

Elfriede Anneliese Vey, geborene Siegmann (* 19. Februar 1922 in Magdeburg; † 28. September 1997 in Paderborn), war eine deutsche Radrennfahrerin.
Elfriede Vey begann ihre sportliche Amateur-Laufbahn im Jahr 1951. Sie startete zunächst für die BSG „Einheit Freiberg“ und ab 1958 für den „SC Motor Karl-Marx-Stadt“. In zehn Jahren nahm sie an 183 Bahn- und Straßenrennen teil und errang 131 Siege, meist bei Straßenrennen, aber auch bei Einzelverfolgungsrennen und bei Punktefahren und  Ausscheidungsfahren auf der Radrennbahn.
Viermal wurde sie DDR-Meisterin im Straßenradfahren:
- 1954 in Halle (Saale)[2]
- 1956 in Berlin[3]
- 1957 in Dresden[4]
- 1958 in Magdeburg[5]

Vey war eine ausgesprochen ausdauernde Fahrerin, die besonders zu Beginn ihrer sportlichen Laufbahn gemeinsam mit ihrem Ehemann und Trainer Horst Vey lange Strecken zurücklegte. Dazu gehörten zum Beispiel Fahrten von Freiberg nach Berlin mit Rückfahrt am Folgetag.
Am 8. Juli 1953 stellte sie auf der Zementbahn in Heidenau einen Stundenrekord auf. Sie fuhr trotz widriger Witterungsbedingungen in der Stunde 36,962 km und überbot mit 616 Metern den Allunions-Rekord der sowjetischen Sportlerin A. Subkowa. Da bei der Rekordfahrt jedoch nur ein Trainer mit nationaler Abnahmeberechtigung anwesend war, wurde er nur als DDR-Rekord anerkannt. Am 29. September 1959 verbesserte Elfriede Vey auf der Alfred-Rosch-Kampfbahn ihre Zeit auf 37,561 km.
Auch international erzielte Elfriede Vey Erfolge. Gleich bei ihrem ersten Auslandsstart auf der Radrennbahn Herne Hill am 20. Juli 1957 siegte sie über eine Distanz von über 3500 Metern im Einzel-Verfolgungsfahren. Bei dem am Folgetag in London durchgeführten Straßenrennen nahm sie ebenfalls teil und belegte dort in einem starken Fahrerfeld von 35 Teilnehmerinnen einen beachtlichen 10. Platz. Die Rennen auf Bahn und Straße waren als Weltmeisterschaft für Frauen vorgesehen, aber der Internationale Radsportverband UCI konnte sich noch nicht für die Durchführung einer Weltmeisterschaft für Frauen entscheiden. Da aber alles vorbereitet war, wurden die Rennen als Weltkriterium durchgeführt.
Bei einem vom 17. bis 20. September 1957 in Leipzig durchgeführten Weltkriterium holte sich Elfriede Vey erneut den Sieg im 3000-Meter-Verfolgungsfahren auf der Bahn. Bei einem am Vortag durchgeführten Ausscheidungsfahren über 1000 Meter belegte sie hinter der Engländerin Joan Poole den 2. Platz.
Bei den UCI-Straßen-Weltmeisterschaften 1958 belegte Elfriede Vey in Reims in einem Fahrerfeld von 28 Teilnehmerinnen den 12. Platz, bei den UCI-Bahn-Weltmeisterschaften 1958 in Paris erreichte sie mit der fünftschnellsten Zeit im 3000-Meter-Verfolgungsfahren das Viertelfinale.
Einen ihrer größten Erfolge erzielte sie bei der Weltmeisterschafts-Revanche der Frauen am 15. September 1958 in Roanne über die Distanz von 78 Kilometern. Kurz vor dem Ziel setzte sie sich vom Feld ab und konnte bei einem niedergehenden Gewitterregen ihren Vorsprung knapp bis ins Ziel retten.
Aufgrund ihrer sportlichen Erfolge im In- und Ausland wurde ihr am 14. August 1958 der Titel Meister des Sports verliehen. Ein Jahr zuvor wurde Elfriede Vey nach ihrem Erfolg in London Ehrenmitglied der Women’s Cycle Racing Association (WCRA).
Bei den UCI-Straßen-Weltmeisterschaften 1959 belegte Elfriede Vey in Belgien trotz eines Sturzes den 9. Platz.
In den Jahren 1959 und 1960 wurden die stärksten Straßenfahrerinnen der DDR von Otto Busse trainiert. Elfriede Vey errang weiterhin vordere Plätze, z. B. bei den DDR-Meisterschaften 1959 in Leipzig einen vierten und 1960 in Schleiz einen dritten Platz.
In der Saison 1960 wurde sie Dritte der Straßenmeisterschaft. Ihr letztes Rennen fuhr Elfriede Vey bei der UCI-Straßen-Weltmeisterschaften 1960 auf dem Sachsenring. Sie belegte den 23. Platz und beendete danach ihre Laufbahn.